# Marion Rösiger
Marion Rösiger är en östtysk kanotist.
Hon tog bland annat VM-guld i K-2 500 meter i samband med sprintvärldsmästerskapen i kanotsport 1977 i Sofia.